# Moreni
Moreni – miasto w Rumunii, w okręgu Dymbowica. Liczy 24 tys. mieszkańców (2006).

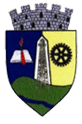
Herb miasta Moreni